# State of Bengal
Sam Zaman (né S Zaman le 16 avril 1965, et mort le 19 mai 2015), plus connu sous le pseudonyme de State of Bengal, est un DJ et producteur de musique britannique né au Pakistan d'origine bengali; il est associé à l'underground britannique et au mouvement Asian Underground.
Sa musique appartient aux genres jungle et drum and bass, avec de fortes influences orientales, notamment indo-pakistanaises. Il est l'un des cofondateurs du label Betelnut Records

## Enfance
Zaman est d'ascendance bengalie, il est né à Karachi au Pakistan et a vécu à Ankara, Amman, et Dacca avant d'émigrer à Londres en Angleterre à l'âge de huit ans.

## Carrière
En 1987, Zaman crée le groupe State of Bengal à Londres à la suite d'un séjour au Noakhali, Bangladesh, où il entra en collaboration avec des musiciens et danseurs traditionnels. Les membres originels du groupe incluaient son frère Deedar Zaman (qui rejoignit plus tard Asian Dub Foundation), et MC Mustaq (rappeur du groupe Fun-Da-Mental). Parallèlement au projet State of Bengal, Zaman travailla également avec des jeunes britanniques d'origine asiatique, organisant des ateliers d'initiation musicale.
State of Bengal a été DJ au très influent club Anokha dans l'East End de Londres durant les années 1990. Ses chansons "Flight IC408" et "Chittatong Chill" - écrites et produites en collaboration avec Matt Mars - sont d'abord parues sur la compilation Anokha – Soundz of the Asian Underground, et lui ont permis de gagner en notoriété. La chanteuse Björk découvrit son travail à l'Anokha, ce qui permit à State of Bengal de faire la première partie de la tournée mondiale pour la promotion de l'album Homogenic de l'artiste islandaise, ainsi que de réaliser un remix de la chanson « Hunter ».
Après l'Anokha, State of Bengal prit une résidence au club Off Centre. Il réalisa également son premier album Visual Audio, se produisit lors de différents festivals dans le monde entier et effectua de nombreux remixes.
À la suite de la sortie de Visual Audio, State of Bengal travailla sur deux projets significatifs avec des musiciens bengalis, collaborant en 2000 avec le joueur de sitar Ananda Shankar sur l'album Walking Onm, et en 2004 avec le chanteur bâul Paban Das Baul sur l'album Tana Tani.
En 2007, State of Bengal sorti son album Skip-IJ, auquel ont participé son frère Deeder Zaman, Nexmanz, Rosina Kazi, Johanna Marin, Marque Innamost Gilmore, Coco Varma, Pundit Dinesh, Poet ME, Ram Nagi, Kevin Davy, Renu Hossain et Susmita Bannerjee. Y figure également un morceau écrit par le poète révolutionnaire Kazi Nazrul Islam et chanté par Suzana Ansar.

## Discographie

### Albums solos
| Année | Titre                  | Label                                                          |
| ----- | ---------------------- | -------------------------------------------------------------- |
| 2001  | Visual Audio           | One Little Indian Records, Virgin Records, Six Degrees Records |
| 2007  | Skip-IJ (Compact Disc) | Betelnut Records                                               |
| 2008  | Skip-IJ (Digital)      | Betelnut Records                                               |

### Collaborations et participations
| Année | Artiste(s)                                    | Titre      | Label                      |
| ----- | --------------------------------------------- | ---------- | -------------------------- |
| 2000  | Ananda Shankar Experience and State of Bengal | Walking On | Real World, Virgin Records |
| 2004  | State of Bengal vs. Paban Das Baul            | Tana Tani  | Real World, EMI Records    |

### Compilations
| Année | Artist(s)       | Titre                                    | Label               |
| ----- | --------------- | ---------------------------------------- | ------------------- |
| 1996  | Various artists | Anokha - Soundz of the Asian Underground | Omni/Island Records |

### Remixes et autres
| Année | Artist(s)                | Titre                                                                | Album/Single                                               | Label                     |
| ----- | ------------------------ | -------------------------------------------------------------------- | ---------------------------------------------------------- | ------------------------- |
| 1997  | Björk                    | Hunter remix                                                         | Hunter (single)                                            | One Little Indian Records |
| 1998  | Massive Attack           | Inertia Creeps                                                       | Mezzanine - The Remixes (album)                            | Virgin Records            |
| 1998  | Nusrat Fateh Ali Khan    | Shadow                                                               | Star Rise: Nusrat Fateh Ali Kahn and Michael Brook Remixed | Real World                |
| 1998  | Ronnie Jordan            | New Delhi Island                                                     | Inédit                                                     |                           |
| 1999  | Amar                     | Day By Day, If You Say That You Love Me, Sometimes It Snows In April | Inédit                                                     | Warner Bros. Records      |
| 1999  | Euphoria                 | Delirium 'Delhi Rias Mix'                                            | Delirium Remixes (single)                                  | Six Degrees Records       |
| 1999  | Cheb i Sabbah            | Shri Durga                                                           | Tantra Lounge (album)                                      | Six Degrees Records       |
| 2000  | Jolly Mukherjee          | Madhuvanthi, Jhinjoti, Sarang                                        | Fusebox (album)                                            | Palm Pictures             |
| 2000  | Mindless Self Indulgence | Bitches remix                                                        | Bitches/Molly (single)                                     | Elektra Records           |
| 2000  | Solar Twins              | Rock The Casbah remix                                                | Rock The Casbah (single)                                   | Maverick Records          |
| 2001  | Khaled                   | Mal Habibti                                                          |                                                            | Barclay Records           |
| 2001  | Amar and Khaled          | El Harba Wine                                                        |                                                            | Barclay Records           |